# Israel Shamir
Israel Shamir (em russo:  Исраэль Шамир; nascido em 1947) é um escritor, colunista da Internet e jornalista antissionista. De origem russa, ele nasceu em Novosibirsk, na Sibéria, e emigrou para Israel em 1969, aonde trabalhou como jornalista e tradutor. Seus artigos sobre a ocupação da Terra Santa pelo sionismo estão reunidos em seu sítio eletrônico pessoal e em três livros: Galilee Flowers, Cabbala of Power e Masters of Discourse, também disponíveis em francês, espanhol, italiano, alemão e russo. Em 2004, ele abraçou a fé cristã Ortodoxa, sendo batizado na Igreja Ortodoxa de Jerusalém e Terra Santa pelo arcebispo Theodosius Attalla Hanna. Shamir vive atualmente em Jafa e viaja frequentemente a Moscou e Estocolmo.
Em uma entrevista para a revista Tablet, Norman Finkelstein declarou que ele [Shamir] inventou toda sua história de vida. Nada do que ele diz sobre si mesmo é verdade. Seguindo a mesma linha, a revista Searchlight publicou uma matéria onde afirma que Shamir foi registrado na Suécia em 1984 e, em 1992, ganhou a cidadania sueca. Ainda de acordo com a revista, ele deixou a Suécia e foi pra Rússia, e só então, em 1993, foi para Israel. Ele era conhecido como Jöran Jermas de 2001 até 2005, antes de mudar seu nome para Adam Ermash, apesar de continuar usando o nome "Israel Shamir" como pseudônimo.
Ele também foi criticado por militantes palestinos, como Ali Abunimah e Hussein Ibish, que em 2001 divulgaram um e-mail onde afirmavam que "Desde cedo alguns dos escritos de Shamir nos deram a impressão de serem mais do que críticas a Israel e ao Sionismo, que cruzavam a linha em direção ao Antissemitismo implícito". Eles pediram "A todos os nossos amigos no movimento por direitos dos palestinos" que "considerassem os efeitos dos escritos de Shamir, que incluem elementos tradicionais da retórica antissemita européia" na causa palestina.
O jornalista Will Yakowicz chama Shamir de "duvidador do Holocausto". Em 2012 Israel Shamir causou polêmica ao minimizar os crimes cometidos por Pol Pot.

## Livros
- L’Autre Visage d’Israël, Al Qalam (2 août 2004)
- Pardes, une étude la Kabbale, Al Qalam, 2005.
- Flowers of Galilee (en anglais), Dandelion 2004, ISBN 1-893302-78-4.
- Shamo 14 (en allemand), Egmont Manga & Anime GmbH (31 juillet 2005)
- Rosa Luxemburg (en allemand), Promedia Verlagsges. Mbh (31 mars 2005)
- Blumen aus Galiläa (en allemand), Promedia Verlagsges. Mbh (31 mars 2005)
- (en francés)Notre-dame des Douleurs, Booksurge(avril 2006)ISBN 1419636235
- Our Lady of Sorrow (en anglais), Booksurge. (2006)ISBN 1419608355